# Stanisław Dawidczyk
Stanisław Dawidczyk (ur. 5 stycznia 1934 w Zawadach, zm. 7 września 2018) – polski regionalista, działacz kurpiowski.

## Życiorys

### Wykształcenie i działalność zawodowa
W 1951 ukończył szkołę podstawową w Zawadach, w 1953 Zasadniczą Szkołę Papierniczą w Głuchołazach. Od 1953 do 1959 pracował jako nauczyciel w szkołach podstawowych. W 1958 ukończył liceum dla pracujących w Ostrołęce, od 1959 do 1961 był instruktorem kulturalno-oświatowym Zarządu Powiatowego ZMW w Ostrołęce, w latach 1961-1962 ponownie jako nauczyciel, w latach 1962-1963 jako instruktor w Komitecie Powiatowym PZPR w Ostrołęce, w latach 1963-1968 jako Komendant Hufca ZHP w Ostrołęce, w latach 1968-1977 był dyrektorem Oddziału PKO BP w Ostrołęce, w latach 1977-1989 prezesem, a następnie dyrektorem Spółdzielni Rzemieślniczej "Wielobranżowa" w Ostrołęce. W 1990 przeszedł na emeryturę, ale jeszcze do 2001 prowadził działalność gospodarczą.

### Działalność polityczna i społeczna
Od 1955 był członkiem PZPR, następnie był sekretarzem Komitetu Miejskiego PZPR i członkiem egzekutywy Komitetu Powiatowego PZPR w Ostrołęce. Był założycielem (1996) i wieloletnim prezesem (1996-2003 Towarzystwa Społeczno-Kulturalnego im. Aleksandra Kopcia w Baranowie, następnie prezesem honorowym Towarzystwa. Był współzałożycielem (1996) i do momentu śmierci piastował także funkcję członka Komisji Rewizyjnej Związku Kurpiów. Przez 35 lat wchodził w skład Komisji Rewizyjnej ZHP. Był autorem publikacji o tematyce regionalistycznej i harcerskiej. 
Był odznaczony Srebrnym Krzyżem Zasługi, Krzyżem Kawalerskim Orderu Odrodzenia Polski. W 2001 został odznaczony za wybitne zasługi w działalności na rzecz rozwoju regionu kurpiowskiego – Krzyżem Oficerskim Orderu Odrodzenia Polski. 
11 września 2018 został pochowany na cmentarzu komunalnym w Ostrołęce.